# Caprivi College of Education
Das Caprivi College of Education (CCE) war eine von vier Pädagogischen Hochschulen in Namibia und bot dreijährige Diplomkurse in Beruflicher Grundbildung für Grundschul- und Gymnasiallehrer, das Basic Education Teacher Diploma (BETD) an.  
Die Hochschule wurde 1993 gegründet und hatte ihren Sitz in Katima Mulilo, der Hauptstadt der Region Sambesi (ehemals Caprivi). Sie unterhielt Lehrräume, eine Hochschulbibliothek, ein Computer- und Kunstzentrum sowie Studentenwohnheime.
Mit Wirkung zum 1. April 2010 ging das College in der Fakultät für Erziehungswissenschaften der Universität von Namibia auf.

## Abteilungen
- Sprachen
- Mathematik und Handel
- Naturwissenschaften
- Praktische Fertigkeiten
- Berufliche Fertigkeiten
- Sozialwissenschaften